# ラリー・ラロッコ
ラリー・ラロッコ(Larry LaRocco, 1946年8月25日 - )は、アメリカ合衆国の政治家。所属政党は民主党。
1991年から1995年まで連邦下院議員(アイダホ州1区)を2期務めた。民主党候補としてアイダホ州副知事選挙(2006年)や連邦上院議員選挙(2008年)に出馬するも落選。

## 経歴
ラリー・ラロッコはロサンゼルスのヴァン・ナイズ地区に生まれた。1967年にポートランド大学で学士号、1968年にボストン大学で修士号をそれぞれ取得した。さらに、ジョンズ・ホプキンズ大学ポール・H・ニッツェ高等国際関係大学院に進学した。
ラロッコは1969年8月15日、アメリカ陸軍に入隊し、最終的に大尉に昇進した。ミリタリー・インテリジェンスの将校として、ドイツ・ハイデルベルクの第7軍司令部・情報データ処理システム（IDHS）で任務に当たっていたが、1972年5月24日、ドイツ赤軍の前身バーダー・マインホフ・グルッペが兵舎の外で自動車爆弾を爆発させ、ラロッコの同僚3人が死亡した。ラロッコは1972年6月10日、名誉除隊となった。
1975年から1981年までフランク・チャーチ上院議員の選挙対策本部でアイダホ州北部地域担当を務めた。さらに、チャーチが1976年の大統領選挙に出馬した際にはオレゴン州予備選挙の担当主任となった。その後、1982年に連邦下院議員選挙、1986年にアイダホ州上院議員選挙に出馬したが、いずれも落選した。1992年、ラロッコはアイダホ州第1選挙区から下院議員選挙に出馬した。総選挙ではキャニオン郡を除く18郡中17郡で勝利をおさめ、当選を果たした。1994年にラロッコは3期目を目指して立候補したが、共和党のヘレン・チェノウェスに敗れた。
2006年3月18日、ラロッコはアイダホ州副知事選への出馬を申請した。5月23日の予備選挙では指名を勝ち取ったが、2006年11月7日の総選挙では共和党のジム・リッシュに敗れた。2007年4月、ラロッコは連邦上院議員に立候補することを発表した。2008年5月27日の予備選挙では7割近い得票率で勝利を収めたが、総選挙では共和党のジム・リッシュに再び敗れることになった。